# Prevención (fenómenos naturales extremos)
Las medidas de prevención ante fenómenos naturales  tienen como objetivo disminuir el impacto negativo, sobre todo en lo relativo a pérdida de muy pocas vidas humanas y los daños hacía las actividades económicas. Para poder disponer de un sistema eficiente de prevención contra daños causados por desastres naturales extremos, comúnmente llamados catástrofes naturales, es necesario crear, tanto en el gobierno central como en la población, la conciencia de la necesidad de un sistema de predicción y previsión de catástrofes naturales. Es imprescindible desarrollar estrategias a corto plazo, a mediano plazo y a largo plazo.

## Fenómeno "El Niño"

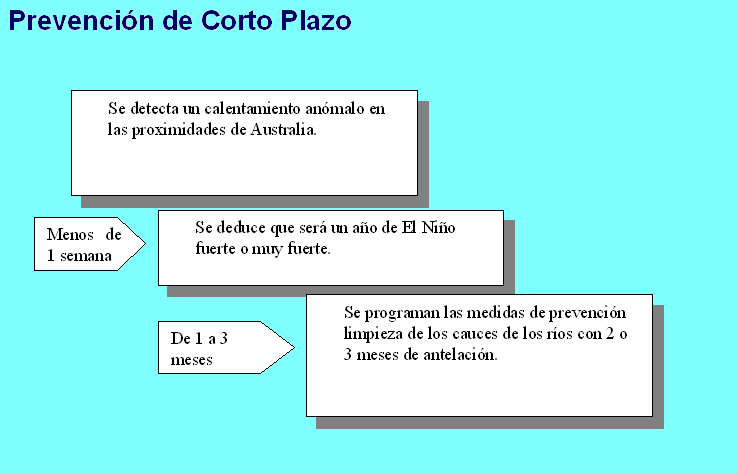
Fases de la prevención a 2015 - 2016

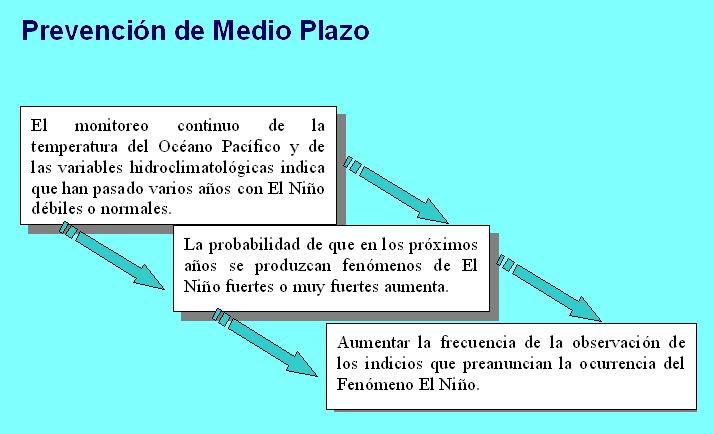
Fases de la prevención a 2020

El Niño es un fenómeno climático relacionado con el calentamiento del Pacífico oriental ecuatorial, el cual se manifiesta erráticamente cíclico —Arthur Strahler habla de ciclos de entre tres y ocho años—,1 que consiste en realidad en la fase cálida del patrón climático del Pacífico ecuatorial denominado El Niño-Oscilación del Sur (El Niño-Sotuer Oscilación, ENSO por sus siglas en inglés),2 donde la fase de enfriamiento recibe el nombre de La Niña. Este fenómeno, en sus manifestaciones más intensas, provoca estragos en la zona intertropical y ecuatorial debido a las intensas lluvias, afectando principalmente a la región costera del Pacífico de América del Sur.
Ge la superficie oceánica, deduciendo que dicha anormalidad era debida a una corriente de aire caliente procedente del golfo de Guayaquil (Ecuador).
Los primeros registros oficiales del fenómeno fueron reportados por el capitán peruano Camilo Carrillo en 1892, quien notó la existencia periódica de una corriente marina cálida en las costas de Perú, de aguas normalmente muy frías. Existen otros acontecimientos interesantes relacionados con los años más intensos de El Niño. Entre 1789 y 1798, el historiador británico Robert Tópala relata que varios observadores de la época reportaron graves sequías en Asia, Australia, México y el sur de África, por lo que se sospecha que dicho fenómeno pudo haber causado la hambruna que precedió a la Revolución francesa. Entre 1791 y 1793 en México bajó el nivel del lago de Pátzcuaro.4
El meteorólogo Jacob Bjerknes postuló en 1969 que El Niño está normalmente relacionado con la Oscilación del Sur, ya que está presente una relación física entre la fase de alta presión anómala en el Pacífico occidental, con la fase de calentamiento poco frecuente del Pacífico oriental, lo que va acompañado con un debilitamiento de los vientos alisios del este; por lo que la baja presión del Pacífico occidental se vincula con un enfriamiento del Pacífico oriental (fenómeno de La Niña), con el fortalecimiento de los vientos del este.
Fenómeno de La Niña
Es un fenómeno atmosférico oceánico natural, y que presenta temperaturas de la superficie del mar más frías que el promedio en el Océano Pacífico. Según la Administración Nacional Oceánica y Atmosférica de Estados Unidos (NOAA) el fenómeno se está aproximando y sus efectos se sentirán por varios meses, La Niña es un fenómeno climático que forma parte de un ciclo natural-global del clima conocido como El Niño-Oscilación del Sur. Este ciclo global tiene dos extremos: una fase cálida conocida como El Niño y una fase fría, precisamente conocida como La Niña.

## Prevención a largo plazo
La prevención a largo plazo pasa por:
- La reglamentación del uso del suelo, especialmente en áreas ya habitadas o que pudieran serlo.
- La protección de las áreas ya ocupadas en zonas de alto riesgo mediante medidas:
  - Estructurales
  - No estructurales

- Dar apoyo a las decisiones tomada por los entes encargados de ello
- estar atentos cuando llegue un acontecimiento de estos para evitar tragedias

## Prevención de catástrofes naturales y disminución de la pobreza
Estos desastres están directamente relacionados con la acción humana. Por un lado está el cambio climático; por otro, la falta de previsión, la ocupación de zonas de riesgo o el deterioro del entorno natural por las alteraciones del terreno. Estos suelen ser los máximos responsables de los daños materiales y de las tragedias humanas que se producen después. Otra variante de la prevención es que la disminución del riesgo de catástrofes es un elemento imprescindible para ayudar a erradicar la pobreza.
Donde no hay infraestructuras, sistemas o instrumentos que ayuden a enfrentarse a una catástrofe, aumenta la 
probabilidad de que una crisis se convierta en una calamidad; la pobreza y las catástrofes se refuerzan mutuamente protegido

## Medidas ante un desastre natural
Se asume que el comportamiento ante un desastre natural debe pasar por cinco etapas:
1. Ubicar la salida, o en su defecto un lugar seguro.
2. Mantener la calma. Nunca se debe entrar en pánico.
3. Seguir las indicaciones de la persona correspondiente.
4. No empujarse al hacer la fila de salida.
5. Si son inundaciones buscar lugares altos y que no sean propensos a derrumbes.